# Phenacoccus transcaucasicus
Phenacoccus transcaucasicus är en insektsart som beskrevs av Hadzibejli 1960. Phenacoccus transcaucasicus ingår i släktet Phenacoccus och familjen ullsköldlöss. Inga underarter finns listade i Catalogue of Life.